# Engrish
Engrish，源自日語转写系统沒有「L」，常用「R」（IPA: /ɾ/）音译英语的「L」，且日本人受母語影響容易混淆不分，也令英語母語使用者費解，而把「English」改成「Engrish」來调侃。原指日式英語，後泛指亞洲语言錯誤的英語文法。

## 基本例子
- 以母語的理解將句子直接翻譯。
- 機器翻譯[2][3]。

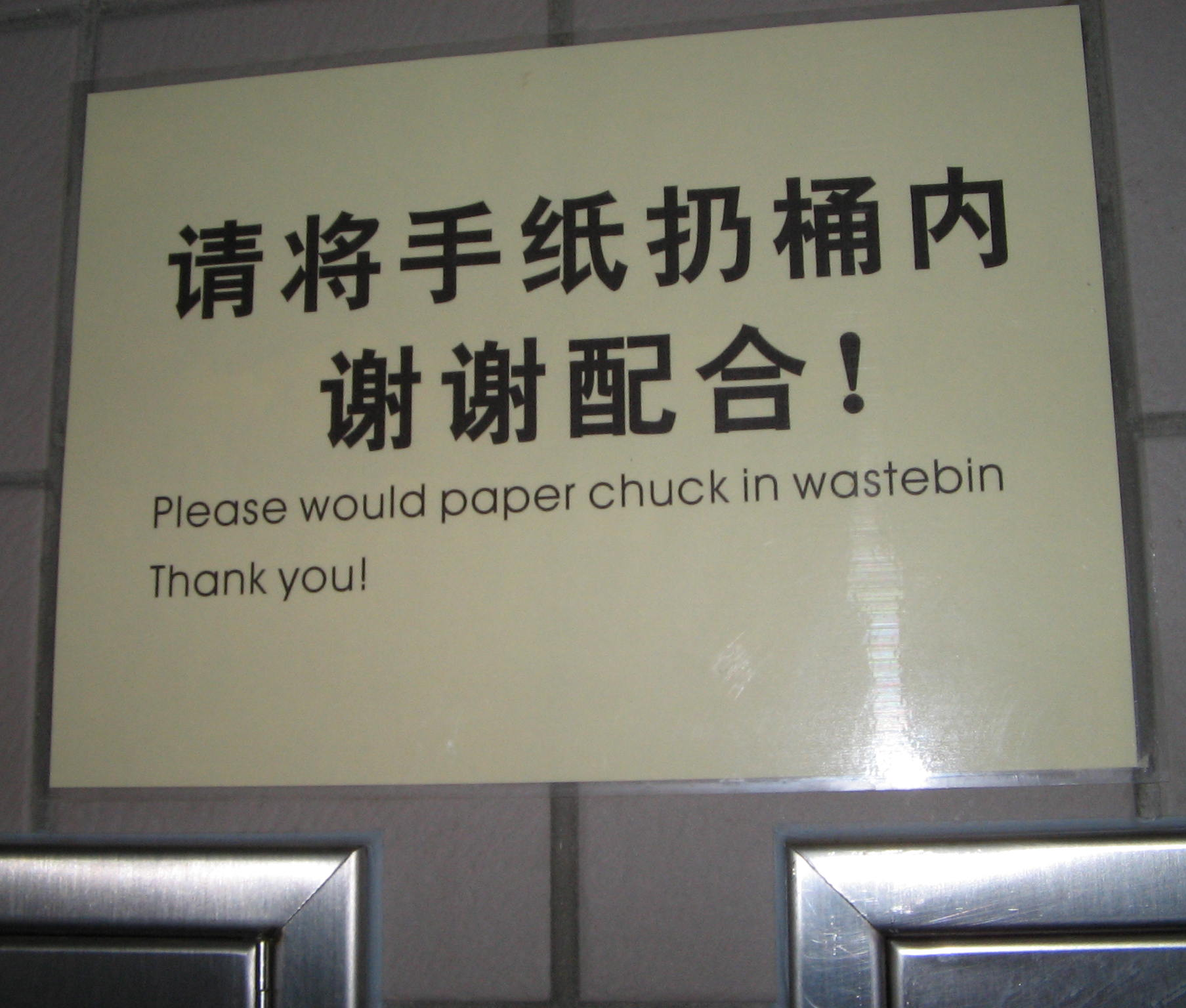

- 混合語，馬來西亞和新加坡的英語將福建話（閩南語）及馬來語在英語中混合使用。
- 相近的發音：例如「3Q」（日语：／ sankyū）在日本[4]、中國大陸和台灣經常被使用。
- 錯誤的翻譯：普遍在各種媒介出現。

## 有名句子
- All your base are belong to us

日本東亞企劃公司開發的遊戲《零翼戰機》，他們在歐洲移植到Mega Drive版本的時候，其中一句對話出現了這個句子，其文法完全錯誤，而且base除了解作基地，還可以解作根源，句子會被錯誤理解為「你們所有的根源是我們」。自2000年在互聯網廣泛流傳後，在歐美地區成為了流行用語。

## 參閱
- 和製英語
- 港式英語
- 中式英语
- 新加坡英语

## 外部連結
- Engrish.com